# Super Bowl XXIV
Il Super Bowl  è stata una partita di football americano tra i campioni dell'American Football Conference (AFC), i Denver Broncos, e i campioni della National Football Conference (NFC), i San Francisco 49ers per determinare il campione della National Football League (NFL) per la stagione 1989. Si tenne il 28 gennaio 1990 al Louisiana Superdome di New Orleans, Louisiana e i 49ers batterono i Broncos con un punteggio di 55–10, vincendo il loro secondo Super Bowl consecutivo e pareggiando l'allora record di quattro vittorie dei Pittsburgh Steelers. San Francisco divenne anche la prima squadra della storia a vincere due Super Bowl consecutivi: l'allenatore debuttante George Seifert aveva preso il posto di Bill Walsh, ritiratosi dopo la vittoria del precedente Super Bowl.
I 49ers avevano terminato la stagione regolare col miglior record della lega, 14-2. I Broncos, che avevano terminato con un record di 11-5, arrivando al Super Bowl cercando di evitare di pareggiare il record dei Minnesota Vikings con quattro sconfitte nella finalissima.
Questa gara rimane quella col punteggio più a senso unico della storia del Super Bowl al 2014. I 55 punti di San Francisco sono il massimo mai segnato da una squadra così come il margine di 45 punti è il massimo della storia. I 49ers sono anche l'unica squadra ad avere segnato otto touchdown in un Super Bowl e almeno due touchdown in ogni quarto (l'unico errore fu un tentativo di extra point sbagliato).
Il quarterback di San Francisco Joe Montana fu premiato come MVP del Super Bowl, la terza volta che ricevette questo onore in quattro vittorie. Questi completò 22 passaggi su 29 per 297 yard e un record del Super Bowl di 5 touchdown (superato nel 1995 da Steve Young). La percentuale di completamento del 75,9% di Montana fu la seconda più alta nella storia dell'evento, stabilendo anche il record con 13 passaggi consecutivi completati (superato nel 2012 da Tom Brady). Montana divenne il terzo giocatore della storia a vincere il premio di MVP del Super Bowl e di MVP della NFL nella stessa stagione. Prima di lui vi erano riusciti Bart Starr (1966) e Terry Bradshaw (1978).

## Formazioni titolari
Fonte:
| San Francisco  | Ruolo | Denver            |
| -------------- | ----- | ----------------- |
| Attacco        |       |                   |
| Jerry Rice     | WR    | Mark Jackson      |
| Harris Barton  | T     | Ken Lanier        |
| Bruce Collie   | G     | Jim Juriga        |
| Jesse Sapolu   | C     | Keith Kartz       |
| Guy McIntyre   | G     | Doug Widell       |
| Bubba Paris    | T     | Gerald Perry      |
| Brent Jones    | TE    | Orson Mobley      |
| John Taylor    | WR    | Vance Johnson     |
| Joe Montana    | QB    | John Elway        |
| Roger Craig    | RB    | Bobby Humphrey    |
| Tom Rathman    | FB-RB | Steve Sewell      |
| Difesa         |       |                   |
| Kevin Fagan    | DE    | Alphonso Carreker |
| Michael Carter | NT    | Greg Kragen       |
| Pierce Holt    | DE    | Ron Holmes        |
| Charles Haley  | OLB   | Michael Brooks    |
| Matt Millen    | ILB   | Rick Dennison     |
| Michael Walter | ILB   | Karl Mecklenburg  |
| Keena Turner   | OLB   | Simon Fletcher    |
| Don Griffin    | CB    | Tyrone Braxton    |
| Darryl Pollard | CB    | Wymon Henderson   |
| Chet Brooks    | SS    | Dennis Smith      |
| Ronnie Lott    | FS    | Steve Atwater     |